# Доња Ловница (Рожаје)
Доња Ловница је насеље у општини Рожаје у Црној Гори. Према попису из 2003. било је 762 становника (према попису из 1991. било је 858 становника).

## Демографија
У насељу Доња Ловница живи 470 пунолетних становника, а просечна старост становништва износи 27,9 година (27,7 код мушкараца и 28,2 код жена). У насељу има 149 домаћинстава, а просечан број чланова по домаћинству је 5,11.
Ово насеље је великим делом насељено Бошњацима (према попису из 2003. године).
|  |

| Демографија | Демографија | Демографија |
| Година      | Становника  | Становника  |
| ----------- | ----------- | ----------- |
|             |             |             |
|             |             |             |
|             |             |             |
|             |             |             |
| 1948.       | 471         |             |
| 1953.       | 553         |             |
| 1961.       | 669         |             |
| 1971.       | 690         |             |
| 1981.       | 762         |             |
| 1991.       | 858         | 840         |
| 2003.       | 967         | 762         |
|             |             |             |

| Етнички састав према попису из 2003.‍ | Етнички састав према попису из 2003.‍ | Етнички састав према попису из 2003.‍ | Етнички састав према попису из 2003.‍ | Етнички састав према попису из 2003.‍ |
| ------------------------------------ | ------------------------------------ | ------------------------------------ | ------------------------------------ | ------------------------------------ |
|                                      |                                      |                                      |                                      |                                      |
| Бошњаци                              | Бошњаци                              |                                      | 734                                  | 96,32%                               |
| Срби                                 | Срби                                 |                                      | 7                                    | 0,91%                                |
| Муслимани                            | Муслимани                            |                                      | 5                                    | 0,65%                                |
| непознато                            | непознато                            |                                      | 16                                   | 2,09%                                |

| Година пописа     | 1948. | 1953. | 1961. | 1971. | 1981. | 1991. | 2003. |
| ----------------- | ----- | ----- | ----- | ----- | ----- | ----- | ----- |
| Број домаћинстава | 69    | 73    | 90    | 93    | 112   | 154   | 163   |

| Број чланова      | 1   | 2 | 3 | 4  | 5  | 6  | 7  | 8  | 9 | 10 и више | Просек |
| ----------------- | --- | - | - | -- | -- | -- | -- | -- | - | --------- | ------ |
| Број домаћинстава | 149 | 6 | 4 | 23 | 20 | 32 | 34 | 17 | 5 | 6         | 2      |

| Пол    | Укупно | Неожењен/Неудата | Ожењен/Удата | Удовац/Удовица | Разведен/Разведена | Непознато |
| ------ | ------ | ---------------- | ------------ | -------------- | ------------------ | --------- |
| Мушки  | 262    | 86               | 149          | 7              | 2                  | 18        |
| Женски | 248    | 70               | 158          | 11             | 1                  | 8         |
| УКУПНО | 510    | 156              | 307          | 18             | 3                  | 26        |

| Пол    | Укупно                    | Пољопривреда, лов и шумарство | Рибарство                            | Вађење руде и камена | Прерађивачка индустрија       |
| ------ | ------------------------- | ----------------------------- | ------------------------------------ | -------------------- | ----------------------------- |
| Мушки  | 58                        | 11                            | 0                                    | 0                    | 13                            |
| Женски | 9                         | 2                             | 0                                    | 0                    | 0                             |
| УКУПНО | 67                        | 13                            | 0                                    | 0                    | 13                            |
| Пол    | Производња и снабдевање   | Грађевинарство                | Трговина                             | Хотели и ресторани   | Саобраћај, складиштење и везе |
| Мушки  | 0                         | 1                             | 1                                    | 1                    | 2                             |
| Женски | 0                         | 0                             | 0                                    | 0                    | 1                             |
| УКУПНО | 0                         | 1                             | 1                                    | 1                    | 3                             |
| Пол    | Финансијско посредовање   | Некретнине                    | Државна управа и одбрана             | Образовање           | Здравствени и социјални рад   |
| Мушки  | 0                         | 0                             | 4                                    | 3                    | 2                             |
| Женски | 0                         | 0                             | 1                                    | 2                    | 0                             |
| УКУПНО | 0                         | 0                             | 5                                    | 5                    | 2                             |
| Пол    | Остале услужне активности | Приватна домаћинства          | Екстериторијалне организације и тела | Непознато            | Непознато                     |
| Мушки  | 3                         | 0                             | 0                                    | 17                   | 17                            |
| Женски | 1                         | 0                             | 0                                    | 2                    | 2                             |
| УКУПНО | 4                         | 0                             | 0                                    | 19                   | 19                            |